# Dushan
Dushan léase Du-Shán (en chino:独山县, pinyin:Dúshān Xiàn, lit:Monte Du)  es un condado bajo la administración directa de la prefectura autónoma de Qiannan en la provincia de Guizhou, República Popular China. 

## Administración
Desde 2013 el condado de Dushan se divide en 18 pueblos que se administran 8 poblados, 7 villas y 3 villas étnicas.

## Población
En 2017, la población final de registro en los hogares del condado era de 3370 800, y la población residente final era de 352 300 habitantes. En todo el año, el condado tenía una tasa de natalidad de 10.73 % y la tasa de mortalidad fue de 6.11 %, la tasa de crecimiento de la población natural fue de 4.62 %. A fines de 2017, la población registrada era de 356 614, la población urbana era de 175 691 y la población rural era de 178 923. 
Los principales grupos étnicos son los Buyi , Miao, Shui , Zhuang, etc., siendo los Buyi mayoría .Las minorías étnicas representan el 69% de la población total. 

## Geografía
El condado de Dushan está ubicado en la meseta de Yunnan-Guizhou, con una elevación promedio de 300 a 500 metros sobre el nivel del mar, la elevación más baja es de 500 metros, la elevación más alta es de 1465 metros y la elevación promedio es de 850 a 1100 metros. Su área total es de 2242, se extiende 88 km de norte a sur y 40 km de oeste a este.

## Clima
El condado de Dushan tiene un clima monzónico cálido subtropical con cuatro estaciones distintas, sin frío en invierno y fresco en verano. La temperatura media anual es de 15 °C, la temperatura máxima extrema es de 35.5 °C, la temperatura mínima extrema es de -4.0 °C, la precipitación anual es de 1429.9 mm y el período sin heladas es de 297 días . 
| Parámetros climáticos promedio de Dushan (1981−2010) | Parámetros climáticos promedio de Dushan (1981−2010) | Parámetros climáticos promedio de Dushan (1981−2010) | Parámetros climáticos promedio de Dushan (1981−2010) | Parámetros climáticos promedio de Dushan (1981−2010) | Parámetros climáticos promedio de Dushan (1981−2010) | Parámetros climáticos promedio de Dushan (1981−2010) | Parámetros climáticos promedio de Dushan (1981−2010) | Parámetros climáticos promedio de Dushan (1981−2010) | Parámetros climáticos promedio de Dushan (1981−2010) | Parámetros climáticos promedio de Dushan (1981−2010) | Parámetros climáticos promedio de Dushan (1981−2010) | Parámetros climáticos promedio de Dushan (1981−2010) | Parámetros climáticos promedio de Dushan (1981−2010) |
| Mes                                                  | Ene.                                                 | Feb.                                                 | Mar.                                                 | Abr.                                                 | May.                                                 | Jun.                                                 | Jul.                                                 | Ago.                                                 | Sep.                                                 | Oct.                                                 | Nov.                                                 | Dic.                                                 | Anual                                                |
| ---------------------------------------------------- | ---------------------------------------------------- | ---------------------------------------------------- | ---------------------------------------------------- | ---------------------------------------------------- | ---------------------------------------------------- | ---------------------------------------------------- | ---------------------------------------------------- | ---------------------------------------------------- | ---------------------------------------------------- | ---------------------------------------------------- | ---------------------------------------------------- | ---------------------------------------------------- | ---------------------------------------------------- |
| Temp. máx. abs. (°C)                                 | 21.9                                                 | 28.5                                                 | 30.6                                                 | 32.4                                                 | 32.2                                                 | 32.1                                                 | 33.4                                                 | 33.8                                                 | 32.9                                                 | 30.1                                                 | 27.8                                                 | 24.9                                                 | '                                                    |
| Temp. máx. media (°C)                                | 8.5                                                  | 10.8                                                 | 15.0                                                 | 20.3                                                 | 23.7                                                 | 25.8                                                 | 27.3                                                 | 27.8                                                 | 25.3                                                 | 20.6                                                 | 16.5                                                 | 11.6                                                 | 19.4                                                 |
| Temp. media (°C)                                     | 4.9                                                  | 6.9                                                  | 10.6                                                 | 15.8                                                 | 19.5                                                 | 22.0                                                 | 23.3                                                 | 23.1                                                 | 20.5                                                 | 16.3                                                 | 12.0                                                 | 7.3                                                  | 15.2                                                 |
| Temp. mín. media (°C)                                | 2.5                                                  | 4.4                                                  | 7.8                                                  | 12.7                                                 | 16.4                                                 | 19.3                                                 | 20.6                                                 | 19.9                                                 | 17.2                                                 | 13.4                                                 | 8.9                                                  | 4.3                                                  | 12.3                                                 |
| Temp. mín. abs. (°C)                                 | -6.3                                                 | -5.8                                                 | -4.2                                                 | 2.0                                                  | 6.8                                                  | 11.1                                                 | 12.3                                                 | 13.7                                                 | 8.3                                                  | 4.1                                                  | -4.2                                                 | -6.4                                                 | '                                                    |
| Precipitación total (mm)                             | 34.8                                                 | 42.9                                                 | 61.4                                                 | 110.4                                                | 197.3                                                | 232.5                                                | 215.3                                                | 148.6                                                | 95.6                                                 | 77.7                                                 | 48.8                                                 | 25.1                                                 | 1290.4                                               |
| Humedad relativa (%)                                 | 83                                                   | 83                                                   | 82                                                   | 82                                                   | 82                                                   | 84                                                   | 84                                                   | 83                                                   | 80                                                   | 81                                                   | 78                                                   | 77                                                   | 81.6                                                 |
| Fuente: China Meteorological Data Service Center     |                                                      |                                                      |                                                      |                                                      |                                                      |                                                      |                                                      |                                                      |                                                      |                                                      |                                                      |                                                      |                                                      |

## Recursos
Entre las reservas probadas en el condado de Dushan, hay estroncio, hierro, magnesio, mercurio, carbón, azufre, barita, sílice, calcita , dolomita, mármol, piedra caliza, etc. Entre ellas, las reservas preliminares probadas de mineral de hierro son 125,64 millones de toneladas, las reservas de pirita son 600 mil toneladas, las minas de carbón son 17.43 millones de toneladas, las reservas de mineral de silicio son 1,32 millones de toneladas, las reservas de calcita son 49.41 millones de toneladas y la dolomita es de 9.3 millones de toneladas. 